# Death Wish III – Der Rächer von New York
Death Wish III (Originaltitel: Death Wish 3) ist ein amerikanischer Actionthriller des Regisseurs Michael Winner aus dem Jahr 1985. Der Film ist die zweite Fortsetzung von Ein Mann sieht rot (1974) mit Charles Bronson in der Hauptrolle.

## Handlung
Paul Kersey kehrt nach New York City zurück und will einen alten Kameraden Charley aus dem Koreakrieg besuchen. Direkt vor Kerseys Ankunft wird Charley von einer Gang des Viertels überfallen und zusammengeschlagen. Als Kersey seinen Kameraden findet, stirbt dieser in seinen Armen. Direkt danach trifft die Polizei ein und verhaftet Kersey als Mörder. Im Gefängnis trifft er Gangchef Fraker und Charleys Nachbarn Bennett. Bennett erklärt Kersey, dass das Viertel, in dem noch einige Rentner wohnen, sich zum Slum entwickelt hat. Raub und Mord sind an der Tagesordnung. Eine Bande von Punks und Schlägern unter Frakers Führung nimmt die alten Bewohner aus oder ermordet sie. Der leitende Beamte Shriker kennt Kersey und bietet ihm den Deal an, als Spitzel zu arbeiten.
Durch die Intervention seiner Pflichtverteidigerin Davis wird er wieder entlassen, aber auch nur, weil er sich auf den Deal doch eingelassen hat. Kersey plant, mit Hilfe der alten Bewohner die Bande zu dezimieren, indem er das hilflose Opfer mimt oder Fallen installiert, Fraker und seine Bande sind jedoch nicht so leicht zu verjagen. Nachdem die Bande die Ehefrau eines Mexikaners ermordet und Fraker Kersey den Krieg erklärt hat, kommt es zu einer Vorstadtschlacht zwischen Polizei und herbeigerufenen Motorradgangs. Als Kersey in der Schlacht die Munition ausgeht, begibt er sich in Charleys Wohnung, in der Fraker auf ihn wartet. Fraker, im sicheren Glauben, Kersey zu töten, wird per LAW-Rakete aus dem Haus geschleudert und tödlich verwundet. Danach enden die Kämpfe abrupt und Kersey verlässt die Stadt.

## Hintergrund und Sonstiges
- Drehbuchautor Don Jakoby setzte durch, im Abspann mit einem Pseudonym genannt zu werden, da Regisseur Michael Winner sein ursprüngliches Drehbuch umfangreich änderte.[2]
- In den US-amerikanischen Kinos spielte der Film 16 Millionen Dollar ein, davon zehn in den ersten zehn Tagen der Veröffentlichung. Hinzu kamen weitere Einnahmen durch die Auswertung auf dem Video-Markt und den Rechten für die Ausstrahlung sowie die internationale Kinoauswertung.[3]
- Die Firma Gremlin Graphics veröffentlichte ein auf dem Film basierendes Videospiel.
- Ein Vergewaltigungsopfer wird gespielt von Marina Sirtis, später bekannt als Deanna Troi aus Raumschiff Enterprise – Das nächste Jahrhundert.
- Die Indizierung des Films in Deutschland wurde im September 2017 aufgehoben.[4]

## Kritiken
„Ein Gewaltspektakel, das zu den dargestellten kriminellen Handlungen keinerlei kritische Distanz einnimmt. Voll von technischen und dramaturgischen Unebenheiten.“

„Ob "Death Wish III – Der Rächer von New York" ein ultrarechtes Action-Massaker sondergleichen oder die eigene Dekonstruktion ist, beschäftigt die Trash-Forschung bis heute. In jedem Fall handelt es sich bei der siebten und letzten Winner/Bronson Kollaboration um ein zwar etwas betagtes doch schamlos unterhaltsames Stück Action-Irrsinn. Ob der Film zum Lachen oder doch eher zum Weinen animiert, muss jeder für sich entscheiden.“